# Mérope de Corinto
Mérope era una doria que estaba casada con el rey Pólibo de Corinto, y cuya historia muchos atribuyen a Peribea. Cuando el rey Layo de Tebas, temiendo lo predicho por un oráculo, abandonó a su hijo recién nacido para que muriera en el monte Citerón,  los hombres de Pólibo lo encontraron y se lo entregaron a Mérope, que le llamó Edipo por sus pies hinchados y lo crio como si fuera suyo.
Pero receloso de las bromas de sus compañeros, que decían que un hombre tan valiente no podía haber nacido del taimado Pólibo, Edipo acudió al oráculo de Delfos, que le vaticinó que mataría a su padre y se casaría con su madre. Horrorizado, Edipo no volvió otra vez a la ciudad de Corinto, y se dirigió a Tebas, donde se materializó su terrible destino.
Cuando Pólibo murió Mérope se creyó en la obligación de contarle a Edipo la verdad de su nacimiento. Convencido además por otros indicios, el parricida e incestuoso involuntario se sacó los ojos. Su trono fue ocupado por sus hijos (y hermanos) Eteocles y Polinices.